# Edward L. G. Bowell
Edward Leonard George Bowell (oder Ted Bowell) (* 26. November 1943 in London; † 21. August 2023 in Flagstaff) war ein US-amerikanischer Astronom.
Bowell war maßgeblich an der Einrichtung des Lowell Observatory Near-Earth-Object Search beteiligt, einer Suche nach erdnahen Objekten.
Auslöser für diese wissenschaftliche Arbeit waren seine eigenen Erkenntnisse, die er über erdnahe Asteroiden sammeln konnte. Er entdeckte eine große Anzahl von Asteroiden, darunter auch die sogenannten trojanischen Asteroiden (2357) Phereclos, (2759) Idomeneus, (2797) Teucer, (2920) Automedon, (3564) Talthybius, (4057) Demophon und (4489) Dracius.
Zusätzlich entdeckte er den periodischen Kometen 140P/Bowell-Skiff sowie den nichtperiodischen Kometen C/1980 E1 (Bowell).